# Чековый инвестиционный фонд

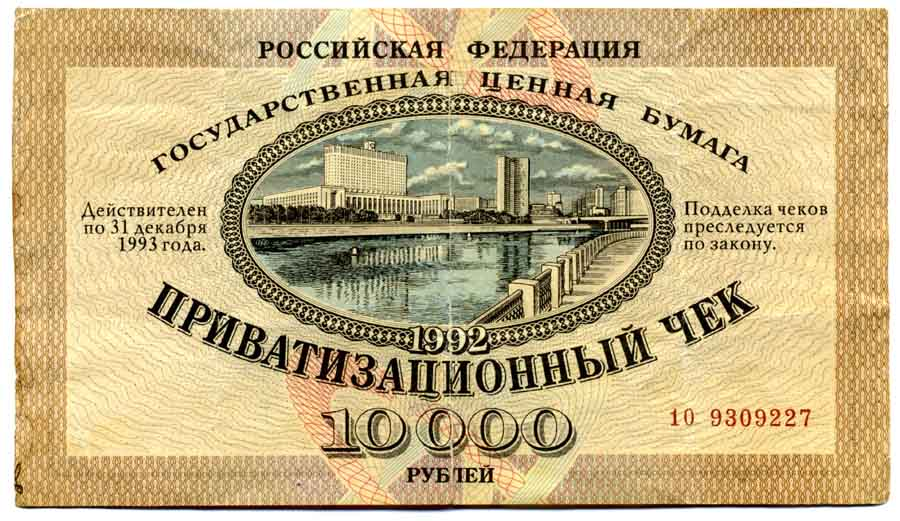
Приватизационный чек (ваучер), который получали граждане России

Сертификат акций чекового инвестиционного фонда, выдаваемый гражданам в обмен на приватизационный чек

Чековый инвестиционный фонд, ЧИФ — специализированный фонд, создаваемый в России периода ваучерной приватизации начала 1990-х, с целью оказания помощи населению в инвестировании приватизационных чеков (ваучеров) и обеспечения профессионального управления активами данного фонда.

## Цели создания
В соответствии с Указом первого Президента РФ № 1186 «О мерах по организации рынка ценных бумаг в процессе приватизации государственных и муниципальных предприятий» от 7 октября 1992 года, а также рядом других нормативных актов, чековые инвестиционные фонды создавались с целью обеспечения инвестирования приватизационных чеков (ваучеров), полученных населением в процессе ваучерной приватизации и, далее, обеспечения профессионального управления активами фонда.
По замыслу идеологов приватизации в России ЧИФы должны были сыграть роль новых институциональных инвесторов на вновь создаваемом российском рынке ценных бумаг, которые способны были бы в качестве крупных акционеров контролировать деятельность администрации предприятий в интересах вкладчиков фонда.

## Механизм создания ЧИФа
Чековые инвестиционные фонды создавались как акционерные инвестиционные фонды закрытого типа, не имеющие обязательства выкупать свои акции у акционеров. Лицензирование ЧИФ и регистрация выпусков акций ЧИФ осуществлялись Госкомимуществом РФ. В качестве оплаты собственных акций ЧИФы принимали ваучеры, идеи, средства. Полученные средства инвестировались управляющей компанией ЧИФа в акции приватизируемых предприятий с целью получения дохода.

## Деятельность ЧИФов
После выхода Указа Президента количество ЧИФов в России стабильно росло и в середине 1994 года достигло максимума — 662 фонда. В дальнейшем начался процесс реорганизации фондов путём слияния или поглощения, отзывов лицензий, преобразования в иные организационные структуры (акционерные общества, акционерные инвестиционные фонды, инвестиционные компании). В результате этих процессов количество ЧИФов сократилось до 350 к началу 1998 года. В процессе чековой приватизации чековые инвестиционные фонды аккумулировали и инвестировали около 45 млн ваучеров (32 % от их общего количества). По данным чековых аукционов, ЧИФ стали владельцами 10% акций приватизированных предприятий, выставленных на всероссийские чековые аукционы. Схема действия чековыx инвестиционныx фондов была примерно одинакова: фонды собирали ваучеры с населения, участвовали в чековом аукционе, и покупали за ваучеры акции доходных предприятий. Затем, акции продавались с баланса чековыx инвестиционныx фондов на баланс структур, контролируемых влиятельными в регионе группировками (зачастую организованной преступностью) по низкой балансовой стоимости, оставляя номинальные активы в фонде для последующей фактической ликвидации.

### Указ о преобразовании ЧИФов в ПИФы
В 1998 год вышел Указ Президента РФ от 23.02.1998 № 193 в соответствии с которым ЧИФы были переданы под юрисдикцию Федеральной комиссии по рынку ценных бумаг (ФКЦБ России). ФКЦБ России c целью решения проблемы двойного налогообложения доходов приняла решение о том, что ЧИФы могут преобразовываться в паевые инвестиционные фонды. Однако большинство чековых инвестиционных фондов к тому времени были закрыты или преобразованы в другие организации, зачастую с целью увода активов в офшорные зоны.

### Причины банкротства
К настоящему времени большинство чековых инвестиционных фондов признаны банкротами и ликвидированы.
Причины банкротства чековых инвестиционных фондов различны:
- Двойное налогообложение их доходов. Поскольку ЧИФы по организационно-правовой форме являлись акционерным обществом, они были обязаны платить налог на полученную им прибыль на общих основаниях. Затем уже из полученной в качестве дивидендов распределенной чистой прибыли фонда акционеры фонда также должны были заплатить налог. В результате общие налоговые выплаты достигали 47-50 % первоначально полученной фондом прибыли, что снижало доходность вложений в ЧИФ. Действовавшая в отношении чековых инвестиционных фондов система налогообложения нарушала ключевой принцип коллективного инвестирования: инвестор, вкладывающий свои деньги в ценные бумаги через ЧИФ, и инвестор, осуществляющий вклады самостоятельно, должны находиться в равном положении относительно условий налогообложения (принцип налоговой прозрачности).
- Увод активов в офшорные зоны[3].
- Отсутствие контроля за деятельностью чековых инвестиционных фондов со стороны государства в лице Госкомимущества РФ и других органов. Не существовало рычагов воздействия со стороны государства на ЧИФы в случае невыполнения ими своих обязательств перед вкладчиками. Могла быть применена только одна мера наказания — отзыв лицензии или приостановка её действия. Однако к этому моменту большинство активов уже находилось в офшорах[3].
- Отсутствие контроля со стороны инвесторов за деятельностью ЧИФа. На первоначальном этапе создания фонда выбирался совет директоров, зачастую из самих организаторов ЧИФа, который управлял фондом до следующего такого собрания, на котором согласно законодательству должно было присутствовать не менее половины всех акционеров. Собрать такое количество людей в одном месте было физически невозможно даже для сравнительно небольшого фонда с 10 000 акционерами, не говоря о фондах, где количество вкладчиков доходило до нескольких миллионов[3].
- Одновременное появление на рынке коллективных инвестиционных финансовых пирамид, таких как «МММ», «Русский дом Селенга», «Тибет» и другие. В отличие от ЧИФов, они не сообщали вкладчикам, куда вкладываются их деньги, тем не менее гарантируя доходность не меньше 20 %, 40 % и даже 70 % годовых (такие сверхдоходы выплачивались вкладчикам из средств, привлеченных от новых клиентов, а не из доходов, полученных от инвестирования[3]).